# Austrocedrus
Austrocedrus és un gènere monotípic de conífera de la família de les cupressàcies. L'única espècie viva i coneguda actualment és Austrocedrus chilensis, espècie endèmica dels Andes al sud de Xile i l'Argentina.

## Descripció
És un arbre d'aspecte allargat i de copa piramidal que pot atènyer els 25 metres d'alçada. L'escorça és grisosa, amb marcades fissures longitudinals i forma làmines fàcils de despendre. Les fulles són esquamiformes, petites, d'uns 2-4 mm., oposades i perennes. Es caracteritzen per tenir una banda blanquinosa molt marcada. Els aments apareixen als extrems de branquillons curts, són cilíndrics i d'uns 5 mm. de diàmetre, color castany. Els cons (inflorescències femenines) són ovoides, d'un color verd-groguenc d'uns 2 cm de longitud; estan formades per dos parells d'esquames oposades, el parell inferior són més curtes i estèrils. Els cons femenins, creixen, es lignifiquen i esdevenen marrons en madurar i solen contenir quatre llavors alades ovoides, petites de 3-4 mm de longitud.

## Distribució
Creix a l'interior de la Patagònia argentina i als Andes xilens, entre els 34 i 44° sud. Té una elevada plasticitat ecològica, pot créixer tant en zones humides (en els boscos patagons i dels alts andes (tot i que no sobrepassa els 1700 d'altitud)) com en zones àrides com a l'estepa patagona argentina. Tanmateix prefereix zones de ribera, de sòls esquelètics i pedregosos on sol formar boscos monoespecífics.

## Usos
La seva fusta és lleugera, tova i resistent a la intempèrie. Tot i que aquesta fusta presenta nombrosos nusos, s'ha utilitzat per a la fabricació de calaixos, pals de telèfon, valles, encofrats, marcs de portes i finestres i en general per a fusta d'exterior. Durant la primavera, el sotabosc de boscos de xiprer hi sorgeixen múrgoles, bolets excel·lents comestibles.

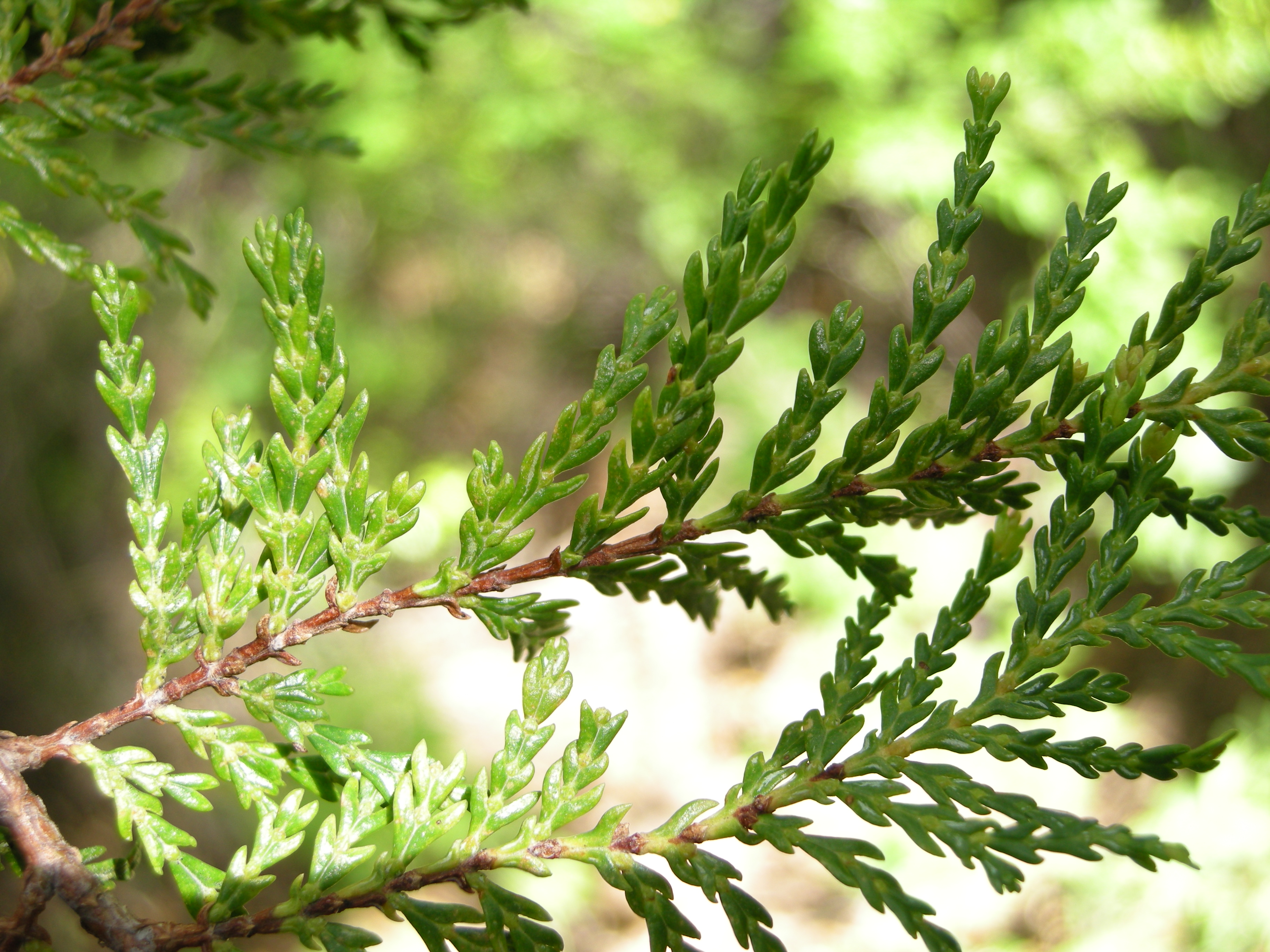
Branques
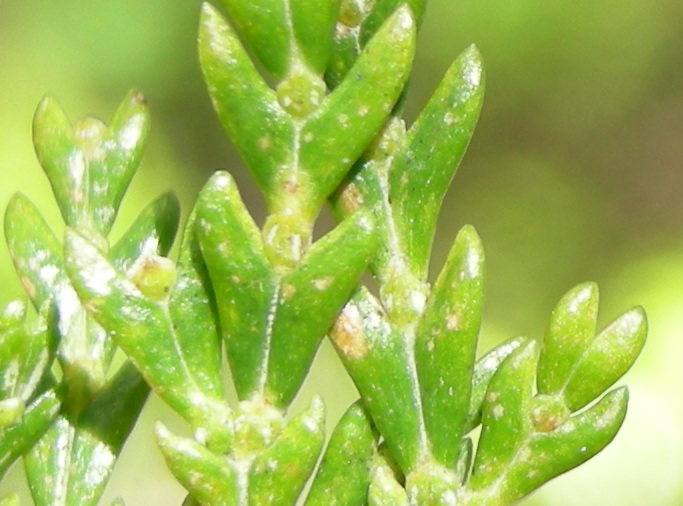
Fulles
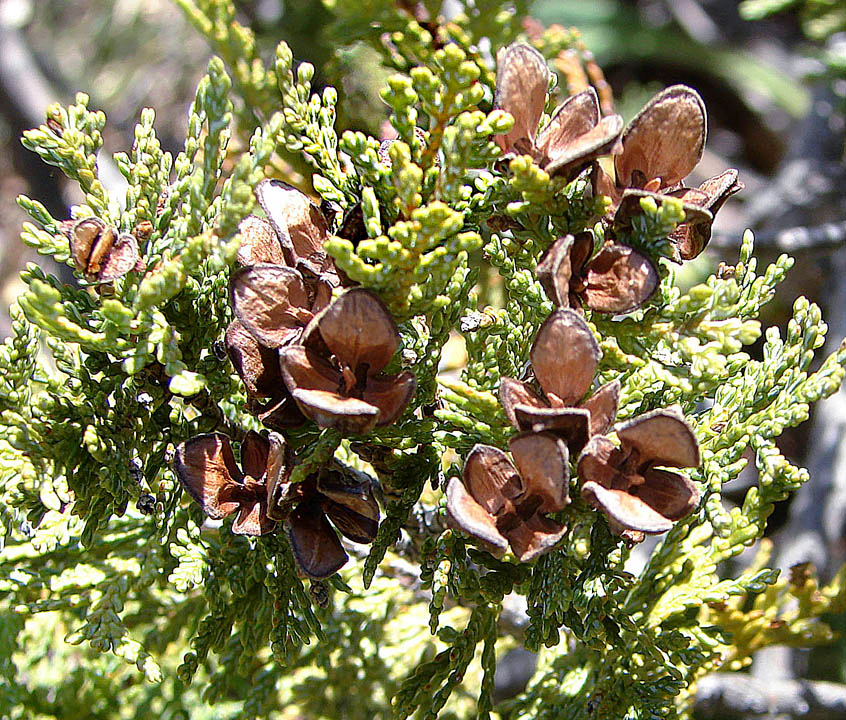
Fruits
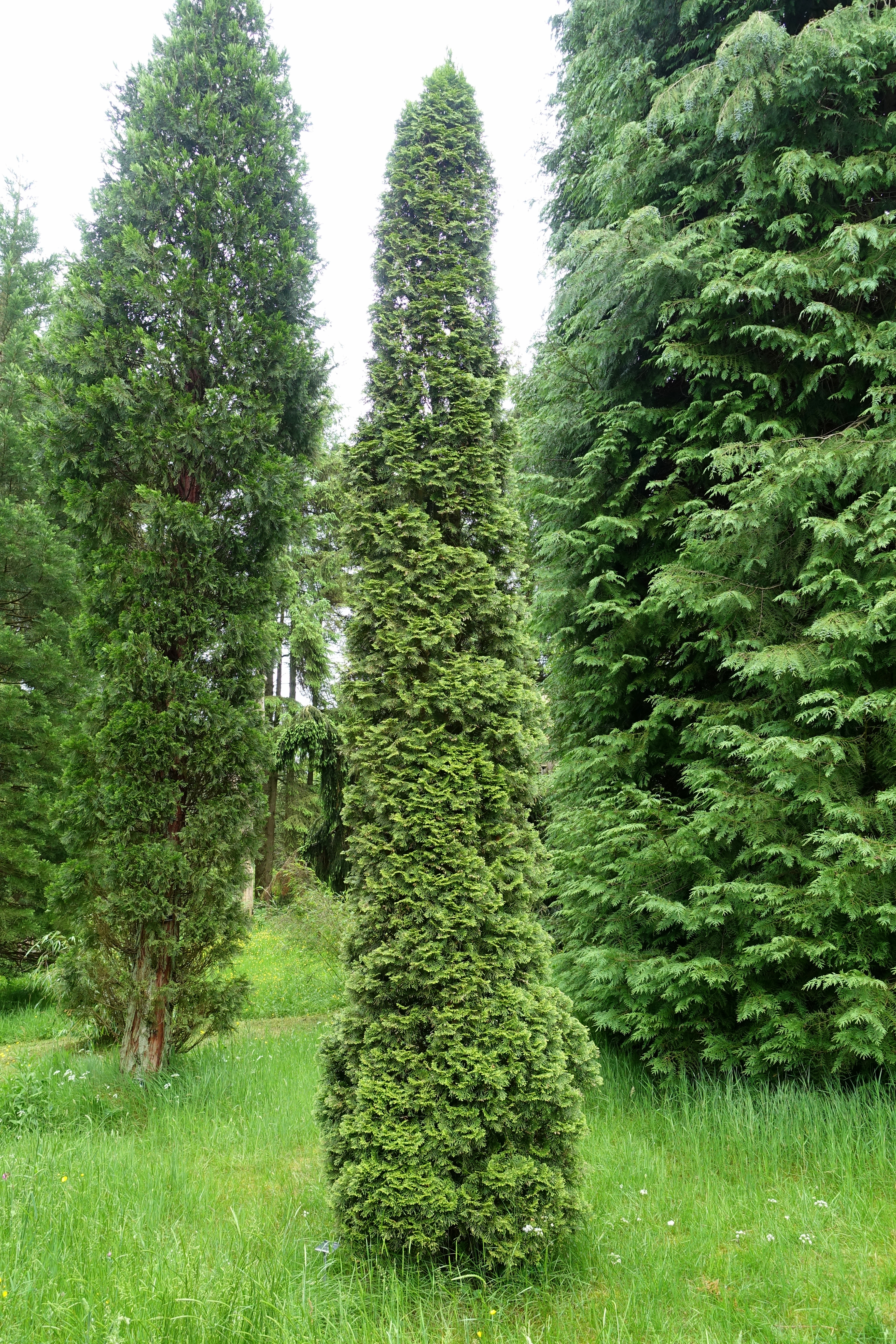
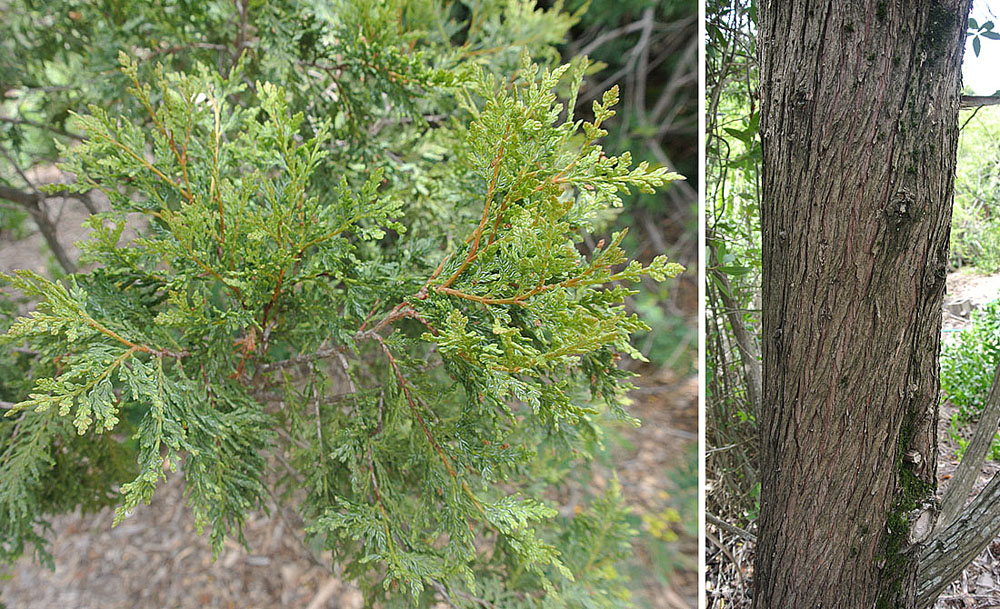